# ساعة مرو

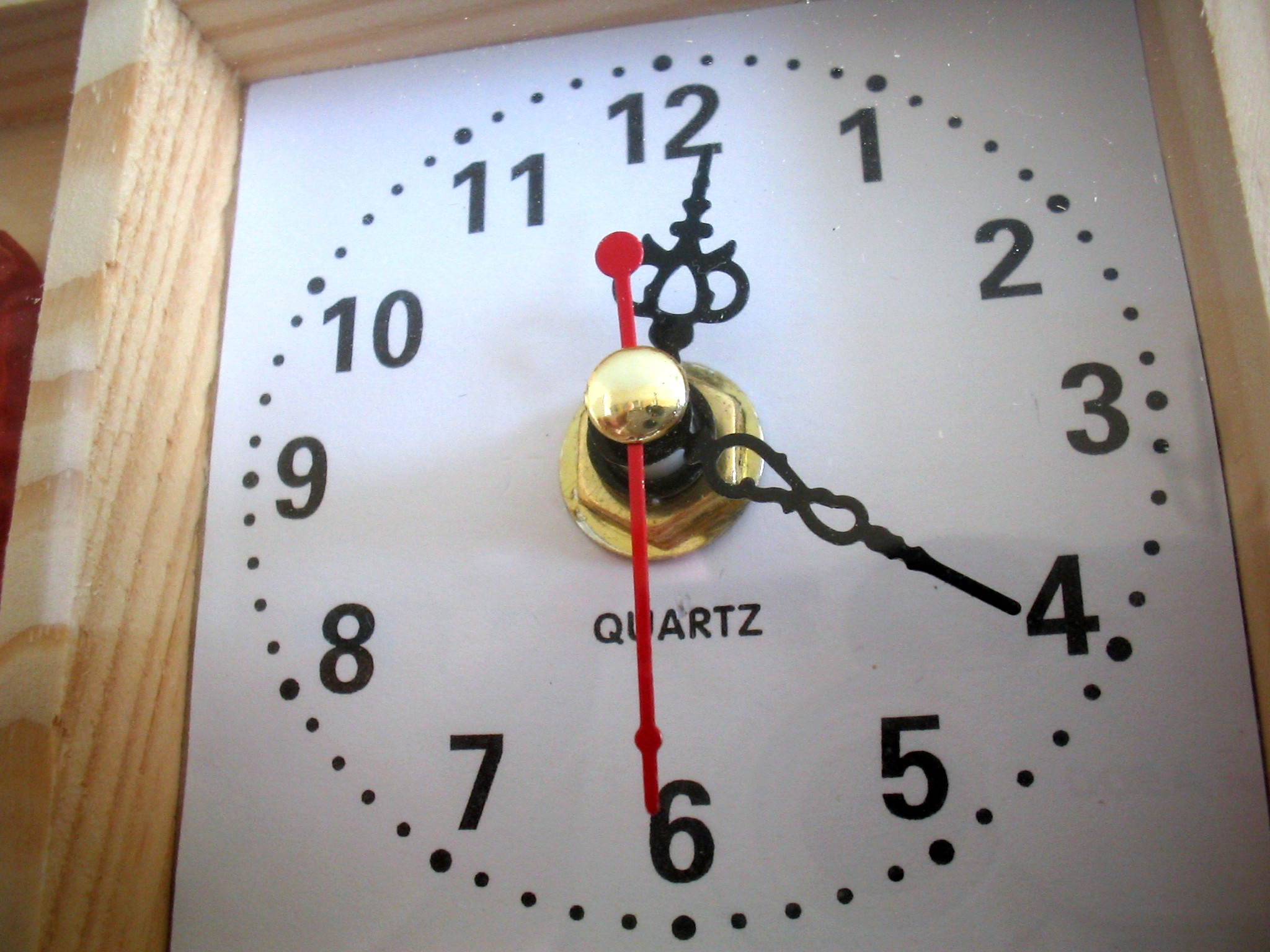
ساعة مرو

ساعة المرو أو الكوراتز هي ساعة تستخدم متذبذب إلكتروني ينتظم بواسطة المرو لقياس الوقت. يولّد هذا المتذبذب البلوري إشارة ذات تردد دقيق للغاية، لذا ساعات المرو أكثر دقة من الساعات الميكانيكية الجيدة. عمومًا، يقوم إحد أشكال المنطق الرقمي بحساب دورات الإشارة، ويعرضها في صورة رقمية، عادة صورة وحدات من الساعات والدقائق والثواني. ضبط الوقت المرو والتكنولوجيا في العالم ضبط الوقت الأكثر استخداما، وتستخدم في معظم الساعات ومراقبة وفاق، وكذلك أجهزة الكمبيوتر والأجهزة الأخرى التي تحافظ على الوقت.
تقنية المرو هي أكثر تقنيات قياس الوقت انتشارًا في العالم، وهي مستخدمة في معظم الساعات وساعات اليد، إضافة للحاسبات وتطبيقات قياس الوقت الأخرى.

## البنية

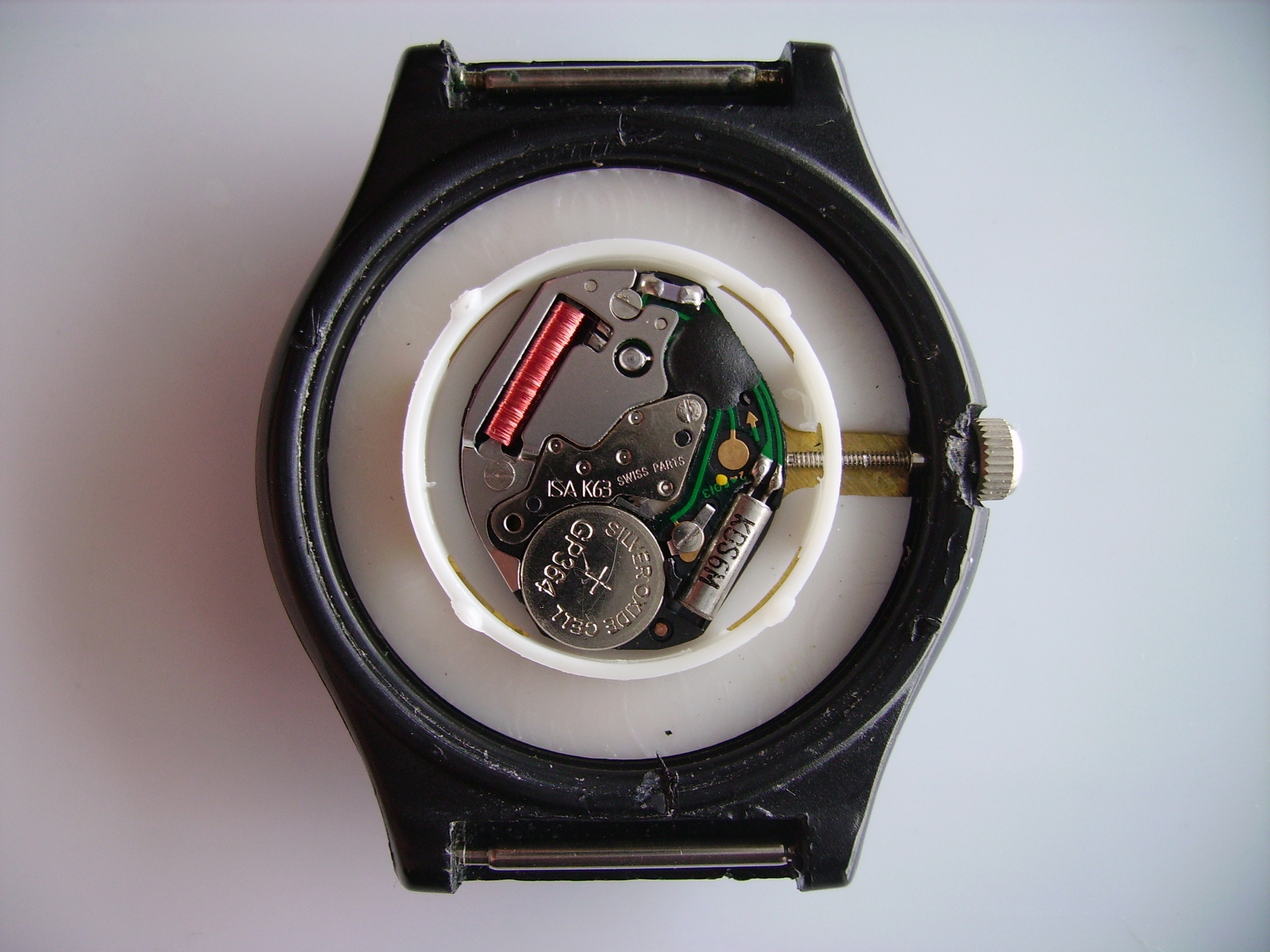
ظهر ساعة اليد.
أدناه: تجد بلورة مرو عن اليمين ، بجانب خلية (بطارية) مستديرة على اليسار.
في الأعلى: المذبذب الأيمن ومقسم الساعة (تحت الغطاء الأسود) ، على اليسار: ملف محرك كهربائي متدرج Lavet بسلك مطلي بالمينا باللون الأحمر لقيادة المؤشرين.

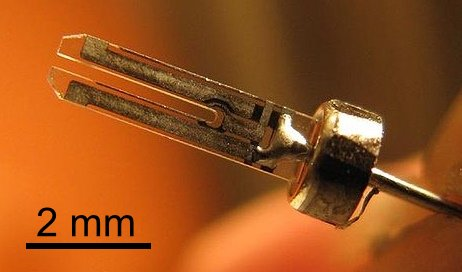
صورة مكبرة لكوارز الساعة في شكل الشوكة الرنانة من دون غطائها.

المكونات الرئيسية لساعة المرو هي ساعة تعتمد على اهتزازات بلورة المرو ، والإلكترونيات لتحديد الوقت ومدخلات المستخدم ،ومصدر طاقة (بطارية) ، و جزء العرض لإظهار معلومات الوقت .
بدلاً من استخدام بندول ميكانيكي أو عجلة اتزان مدفوعة بأوزان أو زنبرك ، يتم استخدام ما يلي كمصادر للطاقة:
- مصدر كهربائي (للساعات الكبيرة)
- مصدر كهربائي متنقل مثل بطارية
- مكثف مزدوج الطبقة عالي السعة يشحن بواسطة مولد دولاب الموازنة (على غرار آلية اللف في الساعات الأوتوماتيكية) ، أو
- مكثف مشحون بواسطة خلية شمسية مثبتة عادة فوق قرص أو أسفله.

ساعات المرو - تمامًا مثل الساعات الميكانيكية - يمكن أن تكون معقدة التركيب ، لذا فإن ساعات اليد ، على سبيل المثال ، لها عقارب وتأريخ إضافيان ؛و منها الكرونوغراف ، أو تقويم دائم ، أو تظهر طور القمر ، ساعتان منبهتان ، ويمكن أن تكون مزودة بمؤقت للعد التنازلي .